# Glyphocarpa strumosa
Glyphocarpa strumosa là một loài rêu trong họ Bartramiaceae. Loài này được Hampe mô tả khoa học đầu tiên năm 1863.